# Doom 3: Resurrection of Evil
Doom 3: Resurrection of Evil (с англ. — «Возрождение Зла») — компьютерная игра, научно-фантастический шутер от первого лица, дополнение к игре Doom 3. Разработан Nerve Software при поддержке id Software и издан Activision. В России локализован и издан компанией 1С. Дополнение устанавливается на оригинальный Doom 3 и без него не работает.
Действие игры происходит через два года после событий основного сюжета, на заброшенной станции Объединённой Аэрокосмической Корпорации (UAC), расположенной на планете Марс.

## Сюжет
2145 год. Из главного телепорта, который стоит в 4 секторе комплекса Дельта, на марсианскую базу вторглись демоны, в результате весь персонал базы был уничтожен. Выжил только один человек (главный герой оригинальной игры).
2147 год. После событий Doom 3 прошло 2 года, корпорация UAC регистрирует сигнал с марсианской базы и посылает исследовательскую группу, во главе которой доктор Элизабет Макнейл. Новый морпех вместе с другими солдатами исследует древние марсианские руины и находит артефакт. После того, как морпех берёт этот артефакт в руки, проходит красная волна, которая убивает всех солдат, кроме него, и открывается новый портал в ад. Бетругер, ставший Маледиктом в конце Doom 3, посылает на Марс трёх охотников для того, чтобы они доставили артефакт в ад.
Пробираясь через древние руины, игрок доходит до древнего портала, который находится в раскопе Эребуса, где и встречает первого охотника — Хеллтайма. Убив его, главный герой заряжает артефакт силой Хеллтайма. Сразу после этого с пехотинцем связывается доктор Макнейл и просит доставить артефакт к ней. Десантник встречается с доктором Клаудом на научной базе Эребуса и учёный объясняет ему какой силой обладает артефакт. На станции монорельса морпех встречает второго охотника — Берсерка. Убив его, главный герой заряжает артефакт силой чудовища, и на монорельсовом поезде доезжает до лаборатории комплекса Фобос.
В первом секторе Фобос, Макнейл предлагает морпеху телепортироваться в Дельту, но телепорт отказывается работать, и необходимо отключить питание во всём комплексе. Во втором секторе морпех убивает последнего охотника — Инвала, и доставляет артефакт к Макнейл, которая говорит десантнику, что артефакт можно уничтожить только в аду и рассказывает герою про Бетругера. В третьем секторе пехотинец отключает систему жизнеобеспечения комплекса и возвращается обратно в первый сектор. Макнейл сообщает главному герою, что в Дельте чудовищные скачки напряжения. Дойдя до телепорта, игрок включает его и телепортируется.
Попав в Дельту, морпех проходит через комплекс и, дойдя до главного телепорта, перемещается в ад. Пройдя через него, солдат сражается с Маледиктом — Бетругером, который в какой-то момент одолевает героя, но тот успевает засунуть артефакт в пасть врагу и монстр умирает, а от Бетругера остается лишь обгоревший череп. После этого экран становится белым, и слышен голос Макнейл, которая говорит: «Солдат, ты меня слышишь? Ты дома». Судьба героя остаётся неизвестной.

## Отзывы
| Сводный рейтинг       | Сводный рейтинг | Сводный рейтинг |
| Издание               | Оценка          | Оценка          |
| Издание               | PC              | Xbox            |
| --------------------- | --------------- | --------------- |
| GameRankings          | 79,52 %         | 78,02 %         |
| Metacritic            | 78/100          | 77/100          |
| MobyRank              | 76 %            | N/A             |
| Иноязычные издания    |                 |                 |
| Издание               | Оценка          | Оценка          |
| Издание               | PC              | Xbox            |
| 1UP.com               | 6,5/10          | N/A             |
| Eurogamer             | 8/10            | N/A             |
| GamePro               | [ 9 ]           | N/A             |
| GameRevolution        | B-              | N/A             |
| GameSpot              | 8,5/10          | N/A             |
| GameSpy               | [ 12 ]          | N/A             |
| GamesRadar+           | [ 13 ]          | [ 13 ]          |
| GameZone              | 9,3/10          | N/A             |
| IGN                   | 8,4/10          | N/A             |
| Jeuxvideo.com         | 14/20           | N/A             |
| Русскоязычные издания |                 |                 |
| Издание               | Оценка          | Оценка          |
| Издание               | PC              | Xbox            |
| Absolute Games        | 58 %            | N/A             |
| «PC Игры»             | 6/10            | N/A             |
| «Игромания»           | 8/10            | N/A             |
| «Страна игр»          | 8/10            | N/A             |

По мнению iXBT.com, сомнений в появлении продолжения Doom 3 не возникало. Вопрос был в способности студии Nerve Software сделать дополнение на достойном уровне. Однако после ознакомления с Resurrection of Evil c равной долей облегчения и разочарования можно констатировать: игра получилась в лучших традициях аддона. То есть, в целом хорошо, но хуже оригинала. Сюжет прост, как стрельба из дробовика, в три абзаца. Геймплей не изменился. Стало менее страшно из-за отказа нагнетания атмосферы в пользу экшна. Нововведениями стали двуствольное ружьё и видоизменённая гравитационная пушка. Отсюда вытекают необходимость уничтожить одного из боссов зарядами энергии, а также дефицит оружейных патронов. Один из уровней проходится в шлеме «химзащиты» под влиянием The Operative: No One Lives Forever и отсутствием достоверности. Игровой движок остался таким же. В итоге, тем, кто считает Doom 3 некачественной копией Half-Life, знакомство с Resurrection of Evil противопоказано. А поклонникам серии, неравнодушным к третьей части, дополнение может понравиться.
Средняя оценка русских изданий на сайте Критиканство составила 74 балла.